# Zonitoides
Zonitoides é um género de gastrópode  da família Zonitidae.
Este género contém as seguintes espécies:
- Zonitoides arboreus (Say, 1817)
- Zonitoides excavatus (Alder, 1830)
- Zonitoides jaccetanicus (Bourguignat, 1870)
- Zonitoides nitidus (Müller, 1774)
- Zonitoides sepultus Ložek, 1964